# سایون
سایون (به انگلیسی: Scion)  یکی از برندهای تویوتا بود که در سال ۲۰۰۳ عرضه شد و فقط در ایالات متحده و کانادا در دسترس بود. این مارک برای جذب مشتریان جوان‌تر در نظر گرفته شده بود: برند سایون بر خودروهای کامپکت اسپرت ارزان، شیک و متمایز تأکید می‌کرد و از مفهوم فروش با «قیمت خالص» ساده‌شده استفاده می‌کرد که از تیپ‌بندی سنتی و چانه‌زنی فروشنده اجتناب می‌کرد . هر وسیله نقلیه در یک تریم با قیمت پایه غیر قابل مذاکره ارائه شد، در حالی که طیف وسیعی از گزینه های نصب شده توسط فروشنده برای شخصی سازی وسایل نقلیه خود به خریداران ارائه شد. نام سایون به معنای نوادگان یک خانواده یا وارث، هم به خودروهای برند و هم به صاحبان آنها اشاره دارد. در تلاش برای هدف قرار دادن نسل هزاره، سایون در درجه اول به تکنیک‌های بازاریابی چریکی و ویروسی متکی بود.
این برند برای اولین بار در ژوئن ۲۰۰۳ در نمایندگی های تویوتا در ایالت کالیفرنیا در ایالات متحده به طور نرم عرضه شد، قبل از اینکه تا فوریه ۲۰۰۴ در سرتاسر کشور گسترش  یابد. در سال ۲۰۱۰، سایون به کانادا گسترش یافت. با این حال، پیشنهادهای اولیه تویوتا در مورد چرخه‌های عمر کوتاه محصولات و قیمت‌گذاری تهاجمی بر اساس حاشیه سود کم فروشنده، به دلیل کاهش فروش پس از بحران مالی ۲۰۰۸–۲۰۰۷ ، به طور فزاینده‌ای ناپایدار شد. تویوتا برند سایون را در آغاز مدل سال ۲۰۱۷ در اوت ۲۰۱۶ لغو کرد. خودروها یا به نام تویوتا تغییر نام دادند یا تولیدشان متوقف شد.

## تاریخچه

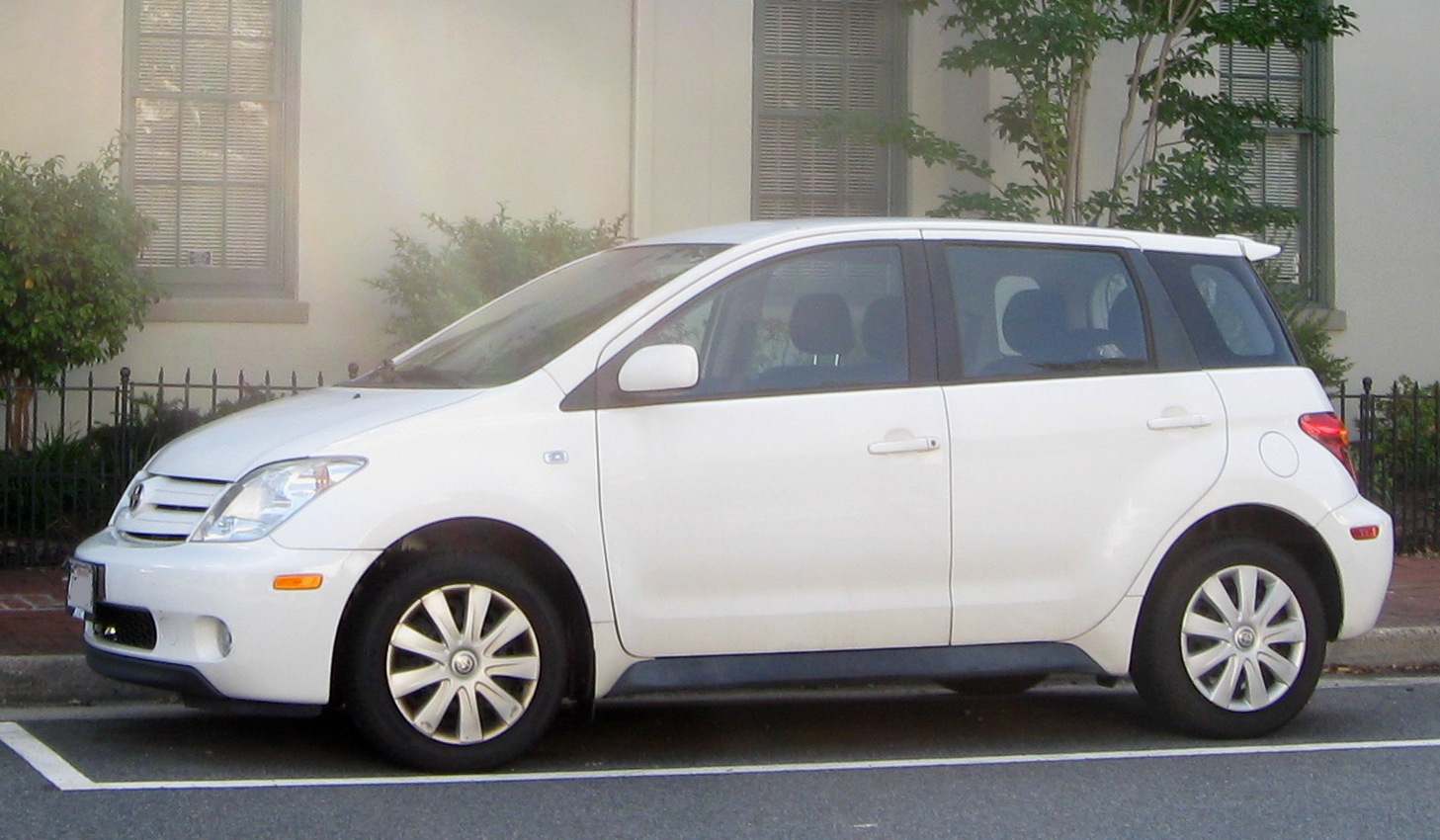
سایون ایکس‌ای

سایون به عنوان یک برند جدید در مارس ۲۰۰۲ در نمایشگاه خودروی نیویورک معرفی شد. دو خودروی مفهومی اولیه این برند، بی‌بی‌ایکس (که به سایون ایکس‌بی تبدیل شد) و سی‌سی‌ایکس (که به سایون تی‌سی تبدیل شد) بودند. مدل‌های ۲۰۰۴ سایون ایکس‌اِی و سایون ایکس‌بی در نمایشگاه خودرو لس‌آنجلس در ۲ ژانویه ۲۰۰۳ معرفی شدند و برای اولین بار در تاریخ ۹ ژوئن ۲۰۰۳ فقط در ۱۰۵ نمایندگی تویوتا در کالیفرنیا عرضه شدند. این برند سپس در فوریه ۲۰۰۴ به جنوب، جنوب شرقی و ساحل شرقی گسترش یافت. خودروهای سایون در ژوئن ۲۰۰۴ در سراسر کشور موجود شدند و همزمان با گسترش فروش مدل سایون تی‌سی عرضه شدند.

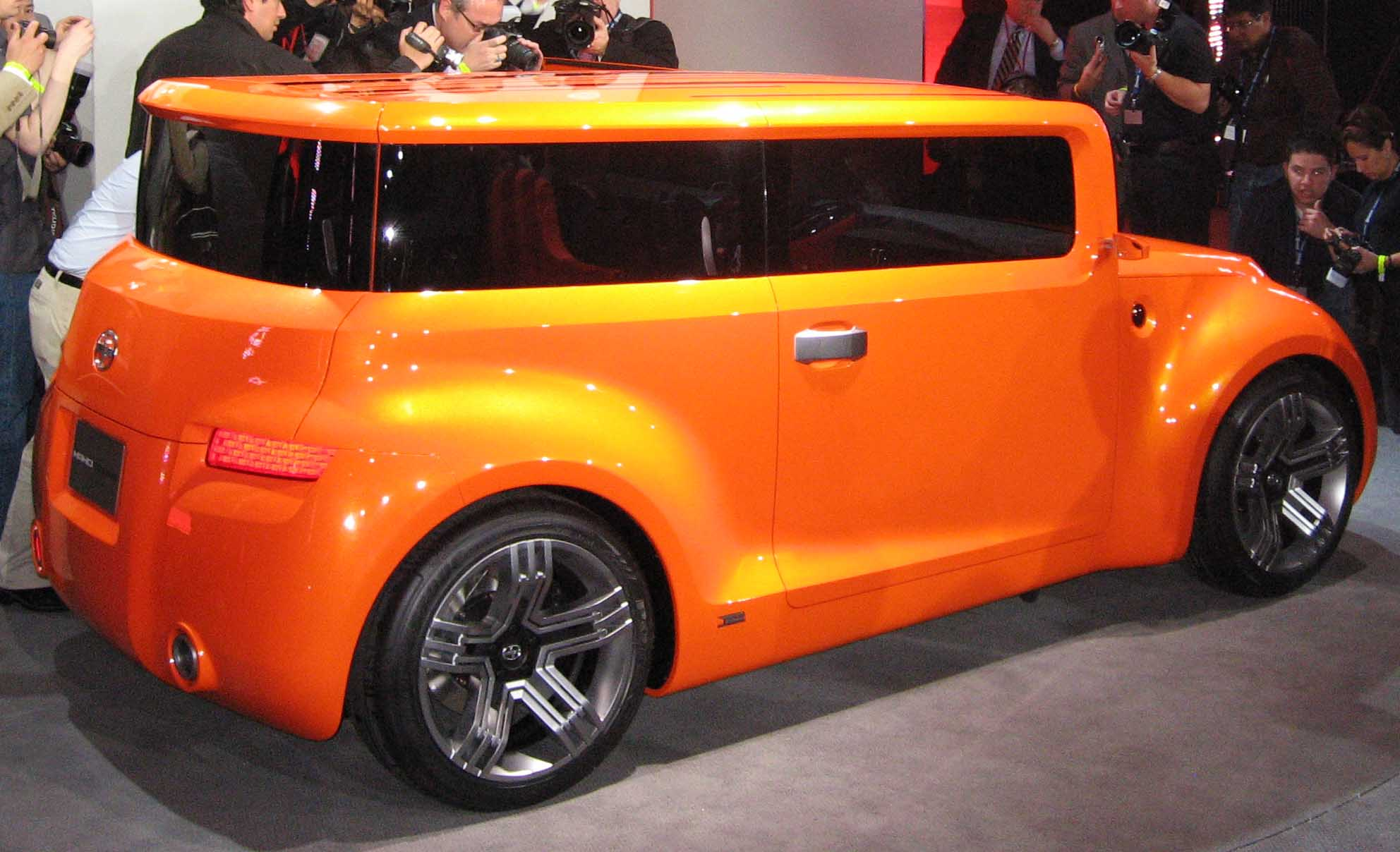
کانسپت سایون هاکو

در ۱۶ دسامبر ۲۰۰۶، سایون مدل‌های نسل جدید سایون ایکس‌بی و سایون ایکس‌دی را در یک رویداد خصوصی در میامی معرفی کرد. این خودروها در ۸ فوریه ۲۰۰۷ در نمایشگاه خودروی شیکاگو به‌طور عمومی رونمایی شدند. مدل سایون ایکس‌دی که یک خودروی پنج‌در جمع‌وجور است و در ژاپن به عنوان نسل دوم تویوتا ایست عرضه می‌شود، بر اساس پلتفرم یاریس و موتور نسل دهم تویوتا کرولا (E120) ساخته شده است.
در سپتامبر ۲۰۱۰، سایون به کانادا گسترش یافت و خودروها از طریق ۴۵ نمایندگی منتخب در شهرهای تورنتو، مونترال و ونکوور عرضه شدند و مدل‌های اولیه شامل سایون تی‌سی، سایون ایکس‌دی و سایون ایکس‌بی بودند. اولین خودروهای سایون در کانادا در نمایشگاه بین‌المللی خودروی مونترال در سال ۲۰۰۹ به نمایش گذاشته شدند.

### مشکلات فروش
فروش برند سایون در سال مدل ۲۰۱۰ به ۴۵٬۶۷۸ واحد کاهش یافت که در مقایسه با بیش از ۱۷۰٬۰۰۰ واحد در سال ۲۰۰۶ بسیار پایین بود. مدیریت سعی کرد برند را احیا کند و امیدوار بود که در سال پس از بازطراحی مدل ۲۰۱۱، بین ۳۵٬۰۰۰ تا ۴۵٬۰۰۰ دستگاه سایون تی‌سی فروش برود. در اکتبر ۲۰۱۱، سایون، یک خودروی شهری فوق‌کم‌حجم، به عنوان مدل ۲۰۱۲ معرفی شد. در آوریل ۲۰۱۲، جک هالیس (معاون رئیس سایون) اعلام کرد که مدل‌های سایون ایکس‌بی و سایون ایکس‌دی پس از سال ۲۰۱۲ کنار گذاشته خواهند شد، که احتمالاً به نفع مدل‌های جدید از بخش هاچ‌بک تویوتا، دایهاتسو بود؛ همان ماه، اف‌آر-اس، خودروی اسپرت جدید، به عنوان مدل ۲۰۱۳ عرضه شد. در پایان سال ۲۰۱۲، نسخه فیس‌لیفت شده سایون ایکس‌بی معرفی شد.
در اواخر ۲۰۱۳، سایون ایکس‌دی و نسل دوم سایون ایکس‌بی در هفتمین سال خود بدون بازطراحی اساسی قرار داشتند و فروش سایون همچنان فاصله زیادی با اوج فروش خود در سال ۲۰۰۶ داشت. تویوتا به نمایندگی‌ها اجازه داد بدون مجازات برند سایون را کنار بگذارند. فروش اولیه سایون اف‌آر-اس خوب بود، اما مجموع فروش اف‌آر-اس و تی‌سی بازطراحی شده برابر با فروش تنها سایون تی‌سی در سال‌های ۲۰۰۵ تا ۲۰۰۸ نشد و تحلیلگران صنعت نتیجه گرفتند که اف‌آر-اس موجب کاهش فروش تی‌سی مشابه شده است. فروش سایون هیچ‌گاه به انتظارات نرسید و تا ۲۰۱۴، تحلیلگران آن را به عنوان یک «شکست» توصیف کردند. هدف اصلی برند سایون معرفی محصولات تویوتا به خریداران جوان بود، اما تحلیلگران متوجه شدند که تعداد نسبتاً کمی از خریداران سایون، خریدهای بعدی خود را از برندهای سودآور تویوتا و لکسوس انجام دادند و خریداران نسل هزاره به‌طور کلی به دلیل عوامل اقتصادی تصمیمات خرید خودروهای عملی‌تری گرفتند.
برای سال مدل ۲۰۱۵، سایون آی‌ام هاچ‌بک را عرضه کرد که بر اساس تویوتا آوریس بین‌المللی بود و مدل‌های ایکس‌بی و ایکس‌دی کنار گذاشته شدند. سایون همچنین سایون آی‌اِی که یک نسخه تغییر برند شده از مزدا۲ بود را معرفی کرد اما تویوتا تصمیم گرفت آی‌اِی را به عنوان تویوتا یاریس سدان در کانادا بفروشد.

### توقف تولید
در ۳ فوریه ۲۰۱۶، تویوتا اعلام کرد که برند سایون در ماه اوت و پس از سال مدل ۲۰۱۶ به تدریج کنار گذاشته خواهد شد و دلیل آن این بود که شرکت دیگر نیازی به برند خاصی برای هدف قرار دادن گروه‌های جوان نداشت. مدل‌های اف‌آر-اس، آی‌اِی، و آی‌ام به برند تویوتا منتقل شدند و در سال مدل ۲۰۱۷ به ترتیب به تویوتا ۸۶، تویوتا یاریس آی‌اِی و تویوتا کرولا آی‌ام تبدیل شدند در حالی که سایون تی‌سی کنار گذاشته شد. مدل سی-اچ‌آر که ابتدا به عنوان مدل سایون معرفی شده بود، نیز به برند تویوتا منتقل شد. این تغییر قرار نبود اختلالی در گزینه‌های خدماتی ایجاد کند، زیرا مدل‌های سایون در نمایندگی‌های تویوتا به فروش می‌رسیدند و خدمات‌دهی می‌شدند.